# Baring (Maine)
Baring ist eine Plantation im Washington County des Bundesstaates Maine in den Vereinigten Staaten. Im Jahr 2020 lebten dort 201 Einwohner in 122 Haushalten (in den Vereinigten Staaten werden auch Ferienwohnungen als Haushalte gezählt) auf einer Fläche von 62,4 km².

## Geographie
Nach dem United States Census Bureau hat Baring eine Gesamtfläche von 62,4 km², von der 54,1 km² Land sind und 8,3 km² aus Gewässern bestehen.

### Geographische Lage
Baring liegt im Osten des Washington Countys und grenzt an das Albert County, Kanada. Mehrere Seen grenzen an das Gebiet der Town. Der größte ist der im Westen angrenzende Meddybemps Lake. Östlich von ihm liegt der Bearce Lake. Die Grenze nach Kanada bildet der St. Croix River, der in südöstlicher Richtung fließt und später im Atlantischen Ozean mündet. Im Süden grenzt der Meddybemps Lake an das Gebiet. Die Oberfläche ist eben, ohne nennenswerte Erhebungen.

### Nachbargemeinden
Alle Entfernungen sind als Luftlinien zwischen den offiziellen Koordinaten der Orte aus der Volkszählung 2010 angegeben.
- Norden: St. Stephen (New Brunswick), Kanada, 11,6 km
- Osten: Calais, 8,2 km
- Südosten: Robbinston, 12,3 km
- Süden: Charlotte, 9,5 km
- Südwesten: Meddybemps, 6,3 km
- Westen: Baileyville, 15,0 km

### Stadtgliederung
In Baring gibt es zwei Siedlungsgebiete: Baring und Youngs Pit.

### Klima
Die mittlere Durchschnittstemperatur in Baring liegt zwischen −7,8 °C (18 °F) im Januar und 20,6 °C (69 °F) im Juli. Damit ist der Ort gegenüber dem langjährigen Mittel der USA um etwa 9 Grad kühler. Die Schneefälle zwischen Oktober und Mai liegen mit bis zu zweieinhalb Metern mehr als doppelt so hoch wie die mittlere Schneehöhe in den USA; die tägliche Sonnenscheindauer liegt am unteren Rand des Wertespektrums der USA.

## Geschichte
Das Gebiet wurde am 19. Januar 1825 als Town organisiert. Diese Organisationsform wurde im Jahr 1941 aufgehoben und Baring wurde als Plantation organisiert. Im Jahr 1841 wurden Teile des Gebietes an das benachbarte Meddybemps abgegeben.
Wie das benachbarte Alexander wurde Baring nach Alexander Baring, Lord Ashburton, benannt, einem Schwiegersohn von William Bingham und britischen Gesandten, der zusammen mit Daniel Webster die Nordgrenze von Maine mit dem Webster-Ashburton-Vertrag besiedelte, der den Aroostook-Krieg beendete.
Die Bahnstrecke Calais–Princeton der St. Croix and Penobscot Railroad führte über Baring.

### Einwohnerentwicklung
| Volkszählungsergebnisse – Baring Plantation, Maine | Volkszählungsergebnisse – Baring Plantation, Maine | Volkszählungsergebnisse – Baring Plantation, Maine | Volkszählungsergebnisse – Baring Plantation, Maine | Volkszählungsergebnisse – Baring Plantation, Maine | Volkszählungsergebnisse – Baring Plantation, Maine | Volkszählungsergebnisse – Baring Plantation, Maine | Volkszählungsergebnisse – Baring Plantation, Maine | Volkszählungsergebnisse – Baring Plantation, Maine | Volkszählungsergebnisse – Baring Plantation, Maine | Volkszählungsergebnisse – Baring Plantation, Maine |
| Jahr                                               | 1800                                               | 1810                                               | 1820                                               | 1830                                               | 1840                                               | 1850                                               | 1860                                               | 1870                                               | 1880                                               | 1890                                               |
| -------------------------------------------------- | -------------------------------------------------- | -------------------------------------------------- | -------------------------------------------------- | -------------------------------------------------- | -------------------------------------------------- | -------------------------------------------------- | -------------------------------------------------- | -------------------------------------------------- | -------------------------------------------------- | -------------------------------------------------- |
| Einwohner                                          |                                                    |                                                    |                                                    | 159                                                | 376                                                | 380                                                | 409                                                | 364                                                | 303                                                | 273                                                |
| Jahr                                               | 1900                                               | 1910                                               | 1920                                               | 1930                                               | 1940                                               | 1950                                               | 1960                                               | 1970                                               | 1980                                               | 1990                                               |
| Einwohner                                          | 231                                                | 228                                                | 227                                                | 204                                                | 190                                                | 157                                                |                                                    | 181                                                | 308                                                | 275                                                |
| Jahr                                               | 2000                                               | 2010                                               | 2020                                               | 2030                                               | 2040                                               | 2050                                               | 2060                                               | 2070                                               | 2080                                               | 2090                                               |
| Einwohner                                          | 273                                                | 251                                                | 201                                                |                                                    |                                                    |                                                    |                                                    |                                                    |                                                    |                                                    |

## Wirtschaft und Infrastruktur

### Verkehr
Der U.S. Highway 1 verläuft in westöstlicher Richtung durch den Norden der Plantation und verbindet sie mit Calais im Osten. Von ihr zweigt in südlicher Richtung die Maine State Route 191 ab.

### Öffentliche Einrichtungen
Es gibt keine medizinischen Einrichtungen in Baring. Die nächstgelegenen befinden sich in Calais.
In Baring gibt es keine eigene Bücherei, die nächstgelegene befindet sich in Calais.

### Bildung
Für die Schulbildung in Baring ist das Baring School Department zuständig. Die Schulen im benachbarten Calais stehen den Schülerinnen und Schülern zur Verfügung.

## Persönlichkeiten

### Söhne und Töchter der Stadt
- Robert H. Vance (1825–1876), Daguerreotypist, Ambrotypist, Galerist und Landbesitzer